# Daini no Sanmi
Daini no Sanmi (大弐三位; 999 – 1082) è stata una poeta giapponese waka del medio periodo Heian.
È stata considerata una delle trentasei poetesse immortali.

## Biografia
Era la figlia di Murasaki Shikibu e Fujiwara no Nobutaka. Il suo nome di battesimo era Katako (賢子), sebbene il kanji possa anche essere letto come Kenshi.
Nel 1001, quando aveva circa tre anni, perse suo padre. Nel 1017, all'età di circa diciotto anni, succedette a sua madre si unì alla corte e servì come dama di compagnia per l'imperatrice Shōshi, la madre dell'imperatore Go-Ichijō.
A quel tempo, era chiamata Echigo no Ben dato dall'unione dalla provincia di incarico di suo nonno, Echigo, e il suo titolo ufficiale.
È stata sposata con Takashina no Nariakira con cui ha avuto un figlio nel 1038, ed ha avuto una figlia con Fujiwara no Kanetaka nel 1026. Gli diede una femmina. Ha anche servito come assistente della principessa imperiale Teishi e dell'imperatore Go-Reizei.
Nel 1054, quando l'imperatore Go-Reizei salì al trono, fu promossa a Jusanmi (Junior Terzo Rango), suo marito, Nariakira, assunse la carica di Dazai no daini (Assistente del Governatore Generale anziano degli uffici di Dazai-fu). Il suo nome di corte, Dazai no Sanmi, derivava dal suo grado ufficiale di corte e dal titolo ufficiale di suo marito.

## Poesia
Trentasette sue poesie furono incluse nelle antologie imperiali dal Goshūi Wakashū in poi.
Una delle sue poesie è stata inclusa nell'Ogura Hyakunin Isshu:
(Hyakunin Isshu N° 58 (Goshūi Wakashū 12:709))
Ha anche prodotto una collezione privata chiamata Daini no Sanmi-shū (大弐三位集).